# مطار فايا لارجو
مطار فايا لارجو هو مطار داخلي يخدم مدينة فايا لارجو في تشاد.

## شركات الطيران
| شركات الطيران          | الوجهات       |
| ---------------------- | ------------- |
| الخطوط الجوية التشادية | انجمينا، أبشي |